# جج بن سيلائج
جج بن سيلائج كان ملكا ملكا هندوسياً و احد ملوك براهمة السندالمنطقة السند في شبه القارة الهندية في منتصف القرن السابع الميلادي. قام جج بتوسيع مملكة السند، وسجلت جهوده الناجحة لإخضاع الممالك والمجموعات العرقية المحيطة وتحويلها إلى إمبراطورية تغطي وادي السر بأكمله وما بعده في نشاشى ناما

## حكم
حكم جج من السنين 40 سنة (631-671) و حدثت في عهده بدايات الغارات و الفتوحات الاسلامية العربية في شبه القارة الهندية، كانت بدايتها في عهد الخليفة الرابع للمسلمين علي بن ابي طالب حيث تطوع باذن علي الحارث بن مرة العبدي والي علي على البحرين لفتح السند ،جاوز الحارث مكران و غنم الثغور و كانت حملتة ناجحة و كان الحملة في عام 38هـ كسب المسلمون من هذه الحملة غنائم كثيرة ،حيث كان يقسم الحارث في اليوم الواحد 10 الاف رأس ،و حصلت حملة اخرى للمسلمين بقيادة داغر الذي تطوع باذن علي للهجوم على بلاد السند،و كانت حملة ناجحة ولاكن بسبب حدوث فتنة مقتل عثمان والحروب الداخلية عاد المسلمون من بلاد السند عام 40هـ فتلقوا خبر مقتل أمير المؤمنين ،قصدوا الكوفة و في طريقهم وصلهم خبر استلام معاوية زمام امور الخلافة الاسلامية ،و بدا عصر جديد من الحملات على بلاد السند بقيادة الدولة الأموية حيث كانت اول حملاتها على بلاد السند بقيادة عبد الله بن سوار العنبري الي غنم من بلاد السند الكثير من الغنائم،أستمر المسلمون بشن غاراتهم و غزواتهم على بلاد السند الى ان تم فتح بلاد السند عام 715م

## سيرة
كان جج براهميًا هندوسيًا  هاجر أجداده إلى منطقة السند من كشمير بحثًا عن عمل. كان والده البانديت سيلاجي الذي كان كاهنًا في قرية بالقرب من أرور. مصطلح "تشاش" ليس الاسم بالضبط ولكنه لقب من ألقاب البانديت الكشميري من بهريجو جوترا. كان شاش رجلاً وسيمًا للغاية، وذو شخصية رجولية، وكان ضليعًا في الفنون والكتب المقدسة؛ وقد ارتقى إلى منصب مؤثر في عهد راي ساهيراس الثاني ، ملك السند وعضو سلالة راي . كان شاش هو الحاجب  للملك. وفقًا لكتاب تشاتشناما، توفي آخر إمبراطور راي، راي ساهاسي الثاني ، بسبب المرض دون أن يترك إرثًا. بحلول ذلك الوقت، كان تشاتش مسيطرًا بشكل كامل على شؤون المملكة وكان قد أقام علاقات جنسية غير مشروعة مع زوجة ساهسي (الملكة راني سوهانادي ).  عندما كان راي ساهسي الثاني على وشك الموت، أوضح سوهانادي لشاش أن المملكة ستنتقل إلى أقارب آخرين للملك المحتضر في حالة عدم وجود أي وريث مباشر. وبالتالي، أخفوا خبر وفاة الملك حتى تم قتل المطالبين بالعرش من خلال المؤامرة. وفي أعقاب ذلك أعلن شاش نفسه حاكمًا وتزوج لاحقًا من سوهانادي. انتهت بذلك سلالة راي وبدأت سلالة البراهمة المسماة سلالة تشاتش.[بحاجة لمصدر] دعا ماهارانا ماهارات من تشيتور، شقيق راي ساهسي الثاني، شاش إلى مبارزة للانتقام من شاش لقتله شقيقه راي ساهسي الثاني واغتصاب عرش السند.[بحاجة لمصدر]   ثم شن حملة ضد سلسلة من المناطق المتمتعة بالحكم الذاتي؛ فهزم خصومه على طول الضفة الجنوبية لنهر بيس ، وفي إسكندرونة، وفي سيكاه. نهب مدينة سيكا، فقتل خمسة آلاف رجل، وأسر من تبقى من سكانها. وقد تم استعباد عدد كبير من هؤلاء الأسرى، وتم الاستيلاء على غنائم كثيرة. بعد هذا النصر، عين حاكمًا ليحكم من ملتان ، واستخدم جيشه لتسوية النزاعات الحدودية مع كشمير . كما قام تشاتش بغزو سيهوان ، لكنه سمح لزعيمها، بوتا ، بالبقاء إقطاعيًا له.[بحاجة لمصدر]

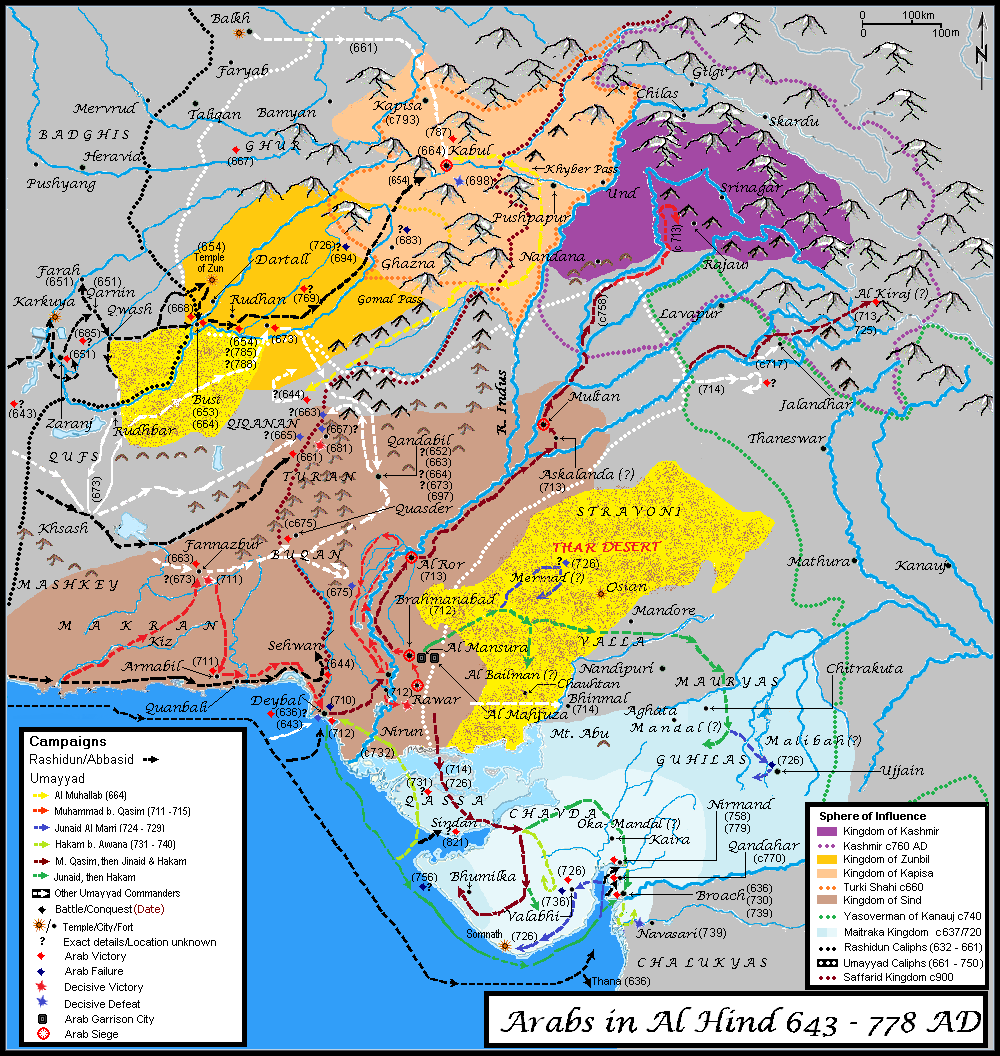
تأثر الملك تشاه بالفتوحات الإسلامية في شبه القارة الهندية.

وفي وقت لاحق، قام بتوسيع حكمه إلى المناطق البوذية عبر نهر السند . بلغت هذه الجهود ذروتها في معركة براهمان آباد ، والتي قُتل فيها حاكم المنطقة، أغام لوهانا . بقي شاش في براهمان آباد لمدة عام لتعزيز سلطته هناك، وعين ابن أغام سرهاند حاكماً له؛ وكان سرهاند متزوجاً أيضاً من ابنة أخت شاش. وتزوج تشاتش أرملة أغام أيضًا.
ومن براهمان آباد ، قام بغزو الأراضي الساسانية عبر بلدة أوثال ، وسار من أوثال إلى بيلا . لقد فشل في انتزاع أي جزية واضطر إلى التراجع.[بحاجة لمصدر]
وبعد وفاته، خلف تشاتش شقيقه شاندار ؛ ويقال إن شاندار حكم لمدة ثماني سنوات، وبعد ذلك ورث داهير ، الابن الأكبر لتشاتش، العرش.
في عام 664 أرسل الخليفة عثمان جيشًا غازيًا لغزو بهروش وضمها. لكن هذا الجيش، بعد وقت قصير من انطلاقه من قاعدته في بلوشستان ، اعترضه مهراجا شاش أثناء مسيرته، وخاض معركة. قُتل قائد القوات السندية ناراياندي على يد الجيش الإسلامي مما أدى إلى هزيمة ساحقة لتشاتش وضم جزئي للسند إلى الخلافة الراشدة .[بحاجة لمصدر]

## الأماكن التي سميت باسم تشاتش
تمت تسمية العديد من الأماكن على طول نهر السند باسم تشاتش؛ ومن بين هذه الأماكن تشاتشبور، تشاشار، تشاتشرو ، تشاتشجاون، تشاتشي وفي أتوك البنجاب توجد منطقة تسمى تشاتش.[بحاجة لمصدر]